# 파트리스 로코
파트리스 로코(프랑스어: Patrice Loko, 1970년 2월 6일, 상트르-발 드 루아르 지방 쉬이-쉬르-루아르 ~)는 프랑스의 전직 프로 축구 선수로, 현역 시절 스트라이커로 활약했다.

## 경력
로코는 낭트에서 프로 무대 신고식을 치르고 파리 생-제르맹으로 이적해 1995-96 시즌 컵위너스컵 우승 주역이 되었고, 이듬해에도 같은 대회 결승전까지 올랐지만 바르셀로나에 패해 준우승에 머물렀다. 이후, 그는 몽펠리에, 리옹, 트루아, 로리앙, 그리고 아작시오에서 활약했다. 그는 프랑스 국가대표팀에 차출되어 유로 1996에서 불가리아를 상대로 득점을 올리기도 했다.

## 경력 통계

### 국가대표팀 득점 목록
| # | 날짜             | 경기장                                       | 상대         | 점수 | 결과 | 대회             | 주    |
| - | ---------------- | -------------------------------------------- | ------------ | ---- | ---- | ---------------- | ----- |
| 1 | 1994년 12월 13일 | 튀르키예 트라브존 휘세인 아브니 아케르       | 아제르바이잔 | 2–0  | 2–0  | 유로 1996 예선전 | [ 1 ] |
| 2 | 1995년 1월 18일  | 네덜란드 위트레흐트 할헌바르트               | 네덜란드     | 1–0  | 1–0  | 친선경기         | [ 2 ] |
| 3 | 1996년 2월 21일  | 프랑스 님 레 코스티에르                      | 그리스       | 1–1  | 3–1  | 친선경기         | [ 3 ] |
| 4 | 1996년 2월 21일  | 프랑스 님 레 코스티에르                      | 그리스       | 2–1  | 3–1  | 친선경기         | [ 3 ] |
| 5 | 1996년 5월 29일  | 프랑스 스트라스부르 라 메노                  | 핀란드       | 1–0  | 2–0  | 친선경기         | [ 4 ] |
| 6 | 1996년 6월 18일  | 잉글랜드 뉴캐슬 어폰 타인 세인트 제임스 파크 | 불가리아     | 3–1  | 3–1  | 유로 1996        | [ 5 ] |
| 7 | 1997년 2월 26일  | 프랑스 파리 파르크 데 프랭스                 | 네덜란드     | 2–1  | 2–1  | 친선경기         | [ 6 ] |

## 수상
낭트
- 디비시옹 1: 1994–95

파리 생-제르맹
- 컵위너스컵: 1995–96
- 쿠프 드 프랑스: 1997–98
- 쿠프 드 라 리그: 1997–98
- 트로페 데 샹피옹: 1998

몽펠리에
- 인터토토컵: 1999

리옹
- 쿠프 드 라 리그: 2000–01

트루아
- 인터토토컵: 2001